# Mario Capuano
Mario Capuano (Roma, 1945) è un musicista, compositore, produttore discografico e arrangiatore italiano.

## Biografia
Inizia a lavorare con le sue capacità musicali già a 14 anni, suonando nei locali come pianista. Parte a 17 anni per un contratto che lo tiene in Scandinavia per oltre tre anni, fino a che suo fratello Giosy Capuano, al quale sarà legato per un sodalizio artistico ventennale, non lo richiama in Italia in vista di imminenti possibilità lavorative nell'ambito discografico. Inizia così la sua carriera, dapprima nella Durium, seppur mantenendo la libertà di svariate collaborazioni esterne, sia in veste di autore che in quella di arrangiatore. Lo troviamo in veste di direttore d'orchestra in varie edizioni del Festival di Sanremo e all'Eurovision Song Contest 1970, al fianco di Gianni Morandi in gara con Occhi di ragazza.
In qualità di autore troviamo la sua firma in brani scritti per Bobby Solo (Non c'è più niente da fare), disco nel quale sono già in evidenza le sue personali doti pianistiche, Rocky Roberts  (Sono tremendo), Wess (Voltami le spalle), Loretta Goggi (Fino all'ultimo), Ricchi e Poveri (In questa città), Mina (Un colpo al cuore), Peggy March (Che figura ci farei), Little Tony (Mulino a vento), fino ad essere notato ed integrato nella Rca Italiana, dove, oltre che come arrangiatore e compositore, viene scritturato anche come interprete esecutore. Lavora per e con artisti di ogni calibro, tra i quali Morandi, Patty Pravo, Rita Pavone, Nada, Ron, Flea on the honey, Cyan, The Showmen, Mal e molti altri, sviluppando capacità ed esperienza in tutti gli ambiti dell'industria discografica, dalla creazione alla produzione.
In quegli stessi anni pubblica alcuni lavori personali di pianoforte e orchestra tra i quali International Hits vol.I , Concerto per voce piano e sogni (sigla di apertura del Festival di Sanremo 1970), International Hits vol.II, Canzonissima 70 ed altri che saranno seguiti poi da alcuni lavori per altre compagnie discografiche quali Close Encounters, per la EMI International ed altri legati a nuovi progetti artistici come Zebra Crossing, Bisquit, Etna, People Next Door, Giomar Cap Flight, Ma.Gi.C oltre ad alcune colonne sonore e al personale progetto Soul Talk Orchestra, un LP di piano, coro e orchestra pubblicato nel 1975.
È grazie al precedente incontro con il gruppo scozzese dei Middle of the Road che la strada di Mario si dirige verso l'estero. Dopo i primi successi internazionali, preso sotto contratto dalla RCA inglese assieme al fratello Giosy, Mario, come autore, insieme al fratello, oltre che come arrangiatore e co-produttore del gruppo, inizia a raccogliere molteplici successi di livello internazionale (arrivando ad avere fino a tre singoli contemporaneamente nelle top ten di varie classifiche europee: Tweedle Dee Tweedle Dum, Sacramento, Samson & Delilah, Bottoms Up, Union Silver, Kailakee Kailakoo, Honey No, Yellow Boomerang, On This Land, Give It Time, To Remind Me, The Talk of All The USA. Tutti brani contenuti anche nei due fortunati album Acceleration e Drive On. Successivamente altri artisti stranieri si avvalgono di composizioni a firma Capuano conseguendo buoni successi, da Sheila (Les Rois Mages, Vive La Terre) a Demis Roussos  (Perdoname), Nana Mouskouri  (Ni Vivre Ni Mourir), Agnetha Fältskog (ABBA) (En Sång Om Sorg Och Glädje), Johan Daansen (Deadly Game), Sonny Blanco (Blueberry Wine), Tommy Steiner (Ich Dech' Mich Zu Mit Meinen Träumen), Andy Foxx (Afrikaan Blu, Thank The Lord For The Night), Cyan  (Misaluba), Rita Deneve  (Zomordromen), Mal  (Mighty Mighty & Roly Poly, Crazy Kings, Love Collector), Anita Mayer  (No One To Hold Me), Tosti&Capuano Brothers (Indian Springtime) sigla televisiva strumentale della trasmissione I ragazzi dei cinque cerchi mandata in onda in occasione dei Giochi olimpici del 1972.
A seguito di questa lunga avventura all'estero fonda, in società col fratello e Giacomo Tosti, la Catoca, una casa discografica con sede e studio a Roma e uffici a Londra. È all'estero, infatti, che Mario seguita a svolgere gran parte del suo lavoro, fatta eccezione per alcune parentesi italiane in veste sia di arrangiatore/produttore che in quella di autore, firmando, tra l'altro, brani per Amii Stewart (Working Late Tonight, con il quale partecipa al Festival di Sanremo 1983, e Mother Mary) e Tullio de Piscopo (Andamento lento, E allora e allora, Qui gatta ci cova, tre titoli legati ad altrettante partecipazioni a Sanremo, oltre a Jastaò, Libero, Energia compressa e Ma che cos'hai.
Dopo un periodo di silenzio, nel 2014 lo si ritrova come autore, sia della musica che del testo, del brano Perdimi, contenuto nel disco Selfie di Mina.

## Discografia 45 giri
- 1970 - Concerto per voce, piano e sogni/Dragster (It, ZT 7001) come Capuano e la sua orchestra.

## Discografia 33 giri
- 1970 - International Hits Vol. 1 (RCA Italiana, ALPS 11019) come Capuano e la sua orchestra.
- 1970 - International Hits Vol. 2 (RCA Italiana, PSL 10478) come Capuano e la sua orchestra.
- 1971 - Canzonissima '70 (RCA Italiana, PSL 10492).

## Compilation
- 1970 - Canzoni di oggi successi di sempre (RCA Italiana, RDI 16) con "In The Ghetto" e "Acquarius" come Capuano e la sua orchestra.
- 1970 - Sanremo 1970 (RCA Italiana, PSR 70) con "Concerto per voce, piano e sogni", "Tipitipiti", "Accidenti" e "L'arca di Noè" come Capuano e la sua orchestra.
- 1971 - 15 anni di Canzonissima - Le canzoni vincitrici dal 1956 ad oggi (RCA Italiana, Inti 1356) con il brano "Vent'anni".
- 1975 - Hit Parade! Canzoni di oggi successi di sempre (Selezione dal Reader's Digest, RRDIS 41 (9)) con "In The Ghetto" e "Acquarius" come Capuano e la sua orchestra.
- 2007 - Easy Tempo Vol. 4 (Easy Tempo, ET 907 CD RE) con "Israelities" come Capuano e la sua orchestra.